# Vastogirardi
Vastogirardi (Rë Uàštë in molisano) è un comune italiano di 582 abitanti della provincia di Isernia in Molise.

## Geografia fisica
È situato a 1200 m s.l.m. nella parte del Molise confinante con l'Abruzzo.
Il territorio di Vastogirardi (IS) si estende per una superficie di 60,72 km² e confina con i comuni di Capracotta a nord, San Pietro Avellana, Castel di Sangro (AQ) e Rionero Sannitico ad ovest, Forlì del Sannio, Roccasicura e Carovilli a sud, Agnone ad est.
Da un punto di vista morfologico, il territorio è separato da quello di Capracotta da rilievi di Monte Capraro, che oscillano tra i 1300 – 1350 m, che discendono scoscesi sino al Piano S. Angelo e a Difesa Grande e Capo di Trigno (antica conca lacustre) a quota 1100 m da cui nasce il fiume Trigno uno dei due fiumi molisani più importanti che sfocia nel mar Adriatico e dà il nome all'omonima strada che arriva fino a San Salvo(CH),ovvero la Trignina. Ad occidente sono i rilievi della Montagnola (1292 m) e di Monte Miglio (1350 m), a sud è Monte Pizzi (1373 m), mentre ad est i rilievi della Montagna Fiorita con il Montarone (1278 m).
Vastogirardi si sviluppa a ridosso di una collina al cui vertice sono il castello e il complesso ecclesiale di San Nicola di Bari. All'interno delle mura è il borgo, che appare ben conservato nell'originaria funzione di difesa, come testimoniano le torri cilindriche inglobate nelle fabbriche ed i supportici tra i corpi edilizi. Frutto di successivi ampliamenti, le chiese di S. Rocco e di S. Maria delle Grazie vengono edificate agli inizi del XVIII secolo ed inglobate nel terzo ampliamento urbano risalente al XVIII - XIX secolo.
Nel corso del secolo scorso il paese non ha più seguito l'andamento aggregativo a fasce gradonate, secondo l'andamento morfologico del sito, ma si è sviluppato lungo via Garibaldi c.da Difensa (direzione Castel di Sangro) e via Re d'Italia (direzione Isernia).

## Origini del nome
Si presume che il nome Vastogirardi tragga origine dal nome di un capitano crociato, Giusto Girardi. In passato assunse anche il nome di Castrum Girardi per via del castello (altri toponimi attestati risultano Castel Girardo, Rocca Girardo, Guasti Belardi, Guardia Giraldo e Guardia Gerardo) e successivamente il nome attuale, derivante da un'allitterazione di gergo longobardo.

## Storia

### I millennio d.C
L'origine del paese risale al 1100 -1200, fondazione del castello, voluto dai visconti Larosa, ovvero una corte fortificata con al centro una piazza e intorno le abitazioni. Nella sua parte mediana domina la chiesa madre intitolata a San Nicola di Bari, patrono della località.

### Fondazione dei Sanniti
Vastogirardi ospitò un importante tempio italico datato tra il III e II secolo a.C., probabilmente dedicato a Ercole, di cui attualmente si conservano solo i basamenti nella zona adiacente alle Fonti del Trigno, e le cui fondazioni e mura perimetrali vennero utilizzate in epoca medievale per la costruzione di una chiesetta, di cui è tuttora visibile il perimetro dell'abside, detta di Sant'Angelo Indiano, che ancora oggi dà il nome alla località. Sulle fondazioni di una originaria cappella fu invece edificata una chiesa intitolata a Maria Santissima delle Grazie, ampliata e restaurata a partire dal 1909 e riaperta ufficialmente al culto nel 1911, e di cui ancor oggi si venera una pregevole statua.

#### Leggenda della statua di Minerva Sannita
La leggenda racconta che la vergine apparve su un colle, attualmente chiamato Colle della Madonna, dove si costruì una cappella. Furono compiuti numerosi tentativi per portare la statua nella chiesa dove è tuttora ma questa tornava sempre sul colle finché scomparve. In seguito fu ritrovata a Minervino Murge, nella città metropolitana di Bari, dove attualmente si venera un quadro raffigurante una stessa icona denominata la Madonna del Sabato. In realtà è possibile che tale icona sia stata portata in terra pugliese dai pastori transumanti, essendo Vastogirardi zona montuosa e terra di pastori e greggi.
Di probabile origine tardo-longobarda,entrò a far parte del Regno di Sicilia, poi del Regno di Napoli e infine del Regno delle Due Sicilie.

### Epoca medievale

#### Età degli Angioini
Nel 1260 il feudo di Vastogirardi apparteneva a Raimondo di Maleto per essere assegnato nel 1279 a Restaino Cantelmo, il cui figlio lo alienò, con diritto di recessione, a Corrado Acquaviva (1310), che lo detenne per un ventennio. Nel 1384, tornato al Demanio della Corona, fu concesso in feudo dalla regina Margherita di Durazzo ad Andrea Carafa, signore di Forlì del Sannio, la cui famiglia lo detenne sino al 1404, quando passò ai Castelmauro e da questi ai Mormile.

#### Età dei Caldora e degli Aragonesi
Nel 1442 Vastogirardi è feudo dei Caldora, che ne vennero privati nello stesso anno, mentre durante la reggenza aragonese, appartenne ai d'Aquino per passare ai d'Avalos, casa marchesale di Pescara, e di seguito a Faleio d'Afflitto, conte di Trivento. Dal d'Afflitto il feudo venne alienato a Giovan Leonardo Petra, nel 1540,regio assenso del 30/06/1570, alla cui discendenza si deve la ristrutturazione del castello in palazzo baronale, come attestato da una lapide che sovrasta il portale d'accesso; la chiesa di S.Nicola, all'interno del castrum, fu ristrutturata dal figlio di Giovan Leonardo Petra, Prospero, insigne giurista, che ne commissionò gli affreschi, egli fu sepolto nella chiesa dove è tuttora presente la sua lapide obituaria con il suo stemma, partito con quello della moglie, Giulia d'Evoli di Trivento.

### Epoca moderna: il Seicento
Carlo I Petra viene investito del titolo di duca di Vastogirardi con regio diploma il 20 agosto 1689. Una parte del castello, senza il titolo ducale, fu in seguito venduto dagli eredi di Nicola Petra, secondo duca di Vastogirardi e primo marchese di Caccavone. Da Vincenzo Petra sposato con la nobildonna Settimia Filonardi, nacque Carlo, sposato con Cecilia Pepe, da cui nacque il cardinale Vincenzo Petra.  Inoltre alcuni membri di questa famiglia si distinsero per numerosi alti incarichi amministrativi ed ecclesiastici, come il cardinale Vincenzo Petra, prefetto della congregazione di Propaganda Fide e arcivescovo di Damasco, avviato nel cammino verso la fede dai suoi zii: Diego Petra, arcivescovo di Sorrento, e Dionisio Petra, vescovo di Capri. Un altro personaggio importante della famiglia è il VI duca di Vastogirardi e V marchese di Caccavone, Raffaele Petra, autore di poemi ed epigrammi satirici; con sua figlia Marianna, VIII duchessa di Vastogirardi, il titolo passa alla famiglia di suo marito, de Notaristefani, con regio decreto ministeriale del 3 luglio 1884, dopo la morte del VII duca Nicola, suo fratello, deceduto senza eredi. Con i fratelli Nicola e Marianna Petra solo alla fine del 1800 il feudo, senza il titolo, comincia ad essere venduto a lotti, ma ancora agli inizi del 1900 il castello era ancora abitato da alcuni membri della famiglia.

### Epoca del Settecento e dell'Ottocento
Nel 1779 Vastogirardi è nel cantone di Agnone; nel 1807 appartiene al distretto di Isernia ed è capoluogo di governo dei comuni di Capracotta, Caccavone (attuale Poggio Sannita), Pescolanciano, Castelluccio in Verrino, Castiglione, Carovilli, Castel del Giudice e Pescopennataro; nel 1811 viene assegnato al circondario di Capracotta, mentre nel 1816 al circondario di Carovilli.

### Dopo l'Unità d'Italia e Novecento
Dagl'inizi del secolo scorso Vastogirardi è passato da 2800 agli attuali circa 600 abitanti. Antico paese formato da casali sparsi abitati da pastori, abituati a muoversi lungo i tratturi e a stare per mesi lontani da casa, dopo la crisi della transumanza e a seguito del fiscalismo sabaudo, costante è stato il fenomeno migratorio, prima verso l'America Latina, poi verso gli USA, specie dopo il 1918.
La maggiore comunità di oriundi si trova tuttavia nella regione canadese dell'Ontario (600); segue Denver (USA) con 400 oriundi. Tra le personalità straniere con origini di Vastogirardi compaiono il cantante Tony Bennett e il fisico e accademico Franceschetti.

### Periodo del secondo Novecento e l'emigrazione
Rispetto al fenomeno migratorio, in paese si ricorda che in moltissimi emigrarono a seguito di una grande carestia che si ebbe in epoca fascista. Nel secondo dopoguerra l'emigrazione si è diretta in Europa, specie Germania e Svizzera, ove vivono 100 oriundi.

## Monumenti e luoghi d'interesse

### Santuario e tempio sannita

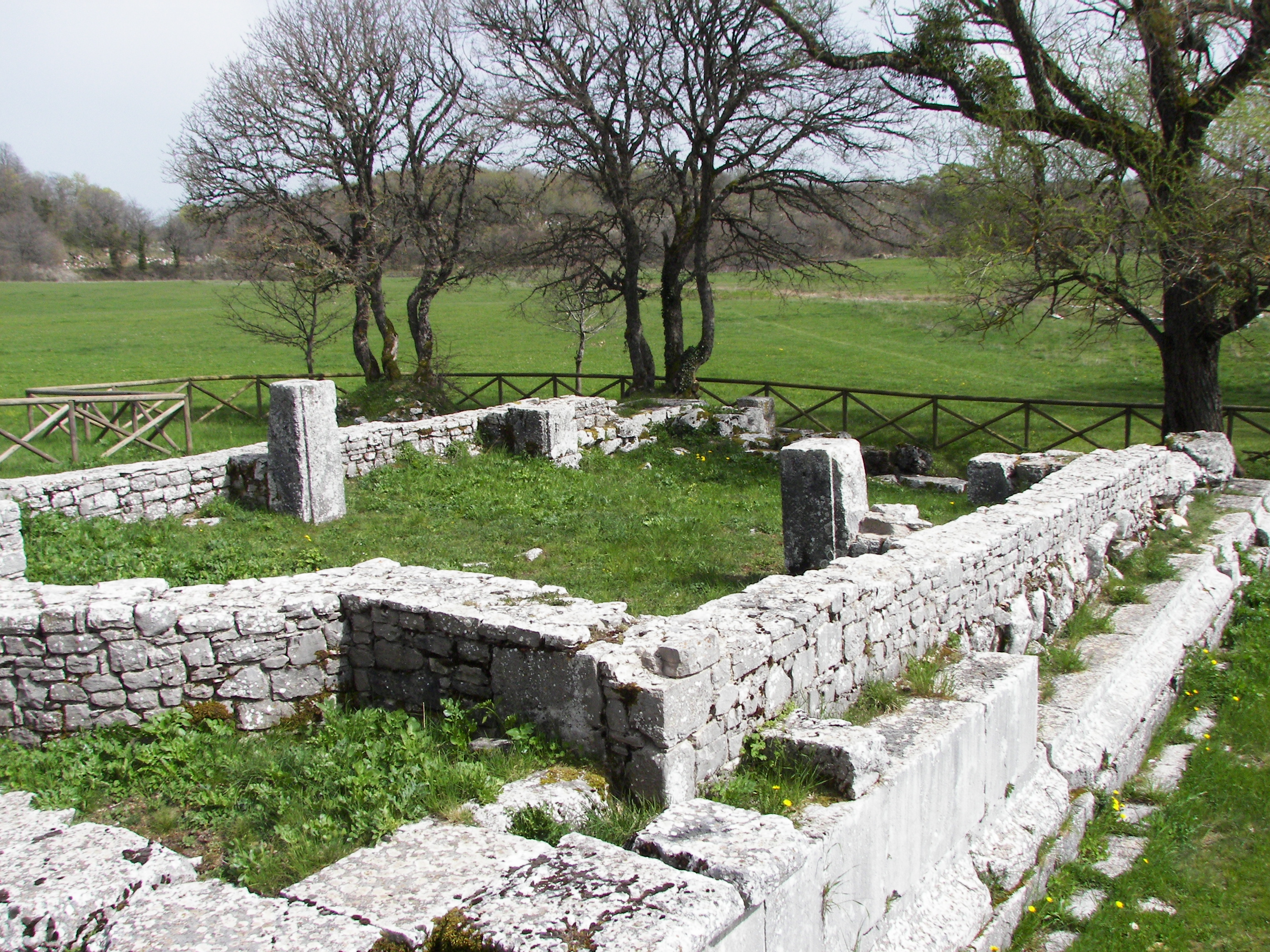
Il tempio sannita

Si trova fuori dal paese, in località Sant'Angelo, alle pendici del Monte Capraro. Fu eretto nel 130 a.C. circa, utilizzato ancora durante l'età imperiale, quando venne sostituito dalle chiese a rito cattolico; è un edificio prostilo tetrastilo, con una cella unica molto ampia e dotata di ante; venne realizzato su un podio, in cui è incassata la scala di accesso, e circondato da deambulatorio, delimitato da muro di contenimento in opera poligonale. Tra i materiali rinvenuti, si segnalano una statuetta votiva di bue, una placchetta fittile ritraente un naso e due occhi, vari unguentari in vetro e terracotta, che hanno fatto supporre che vi si venerasse una divinità marina, data la presenza del fiume detto "acqua degli angeli"
Una testimonianza epigrafica è il frammento di una lastra di bronzo inserita in oggetto in dono al santuario, si cita la famiglia degli Statii "per grazia ricevuta", si parla anche nella seconda iscrizione della divinità ([---]innianui], sicché tale storpiatura dovette essere nota anche ai primi paesani della zona, che edificarono la cappella di Sant'Angelo "Indiano". Tuttavia si pensa che il tempio fosse dedicato ad Ercole, poiché valicò anche la Catena dell'Indukush nelle Indie. Presso il santuario si trova anche un secondo edificio, di 60x30 piedi, con orientamento ad est-ovest, risalirebbe al II sec. a.C., ed era forse un ostello dei pellegrini.

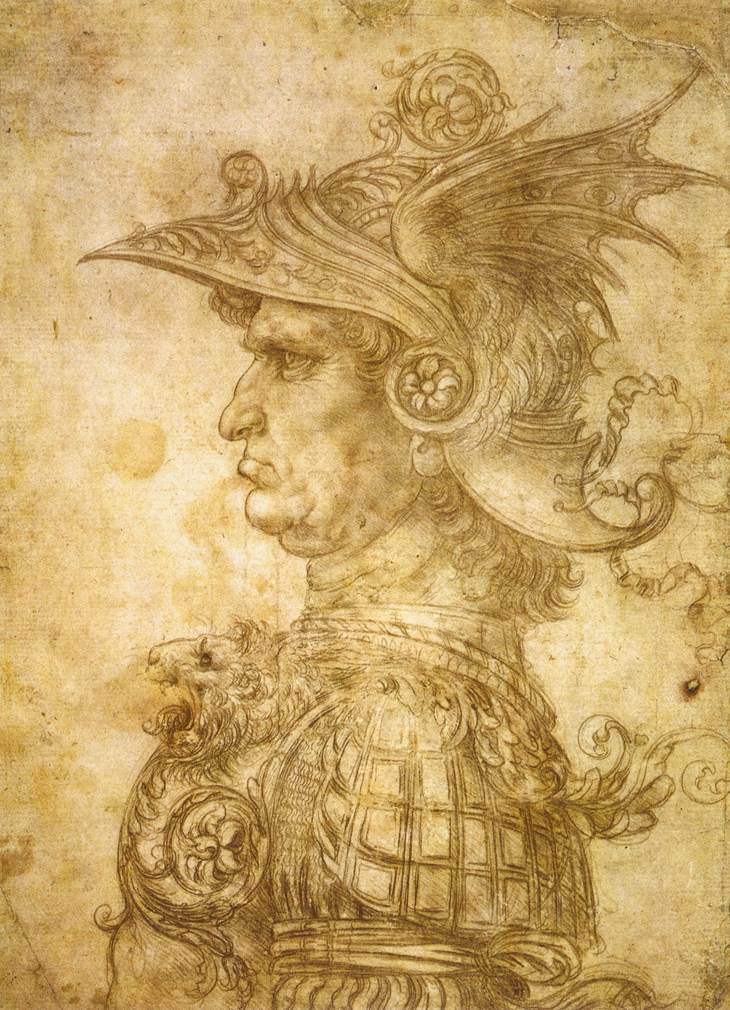
Giacomo Caldora, uno dei feudatari del castello

### Castello fortificato Angioino
Il castello fu costruito nel XIII secolo dagli Angioini sopra il colle montuoso del borgo. Successivamente appartenne ai Caldora e poi a famiglie del regno di Napoli, tra i quali i Caracciolo. Il castello fu oggetto di consolidamento nel XVIII secolo e con tale restauro fu trasformato in residenza gentilizia. Il castello è inglobato nelle mura di cinta della parte più alta del borgo, includendo la piazza e la chiesa parrocchiale di San Nicola. Si accede da un arco a tutto sesto. Della fortificazione angioina resta una torre circolare, e del periodo Caldoresco un loggiato nella parte all'interno del borgo prospiciente la piazza. Il castello assieme al borgo forma una ellisse.
L'andamento orizzontale è spezzato visivamente dalle torri, che danno un senso di verticalità alle mura: queste torri in precedenza forse erano più alte, per poter consentire l'avvistamento; oggi vi sono tre torri, una di queste è rompitratta, le altre sono angolari, ossia il torrione di Casa De Dominicis, e quella a presidio della porta di accesso, a base poligonale; di pensa che possa essere del XVI secolo. Mancano torri nel lato del castello che guarda verso il paese, questo poiché dato lo strapiombo del costone roccioso, era difficile che il castello potesse subire attacchi dai paesani. Le feritoie sono numerose all'interno del castello, dove dovevano servire a difendere l'ingresso; il castello come porta di accesso al borgo, si assicurava la difesa dai banditi e il controllo dei viandanti. Sono visibili i cardini dell'arco maggiore della porta, sulla porta che guarda verso il territorio rurale sono collocati gli stemmi nobiliari e un'iscrizione celebrativa della famiglia Petra, che nel XVII secolo trasformò il complesso edilizio.

### Chiesa parrocchiale di San Nicola di Bari
La Chiesa di S. Nicola di Bari è l'antica cappella del castello cilindrico che sovrasta la parte superiore del paese. La chiesa attuale risale al XV secolo ma l'edificio risulta integralmente restaurato nel 1702, come attesta un'iscrizione murata nel portale d'ingresso. Ad una sola navata, al cui interno è presente un antico ostensorio in argento, vi si accede attraverso un porticato a sua volta accessibile da una doppia rampa. Al suo fianco vi è un campanile in pietra.

### Palazzo Selvaggi-Scocchera
La nobile famiglia Scocchera oggi napoletana ma originaria di Vastogirardi nel Contado del Molise, oggi in Provincia di Isernia, tanto ché alla fine del XVI secolo, circa la metà della popolazione di questo paese era composta da esponenti di questa Casata.
Capostipite di questa nobile Famiglia fu Leonardo Rocco Scocchera, vivente in Vastogirardi alla fine del XVII secolo.
Pasquale, figlio di Gaudenzio e nipote del capostipite Leonardo Rocco, fece costruire, alla fine del XVIII secolo, il Palazzo Scocchera che ancora si trova in Vastogirardi, anche se poi, per successivi matrimoni, è passato alla nobile famiglia Selvaggi ma che è tuttora denominato Palazzo Selvaggi-Scocchera.
Lo stemma della famiglia risulta presente anche nella Chiesa Madre di Santa Maria delle Grazie di Vastogirardi e nella Abbazia di San Matteo in Bisceglie mentre quello sulla Cappella Gentilizia del Cimitero di Napoli venne trafugato alcuni anni or sono, blasone, questo, sempre timbrato dalla Corona nobiliare di Cavaliere Ereditario.
Gli Scocchera ebbero vari feudi: Staffoli nel territorio di Vastogirardi (IS), Spedaletto nel territorio di Agnone (IS), Capodacqua nel territorio di Capracotta (IS), Camarelle nel territorio di Canosa di Puglia (FG), Risega nel territorio di Cerignola, Vallecornuta nel territorio di Montemilone, Selva Paladina nel territorio di San Salvatore Telesino.

## Società

### Evoluzione demografica
Abitanti censiti

## Cultura

### Eventi

#### Il volo dell'angelo
Il “Volo dell'Angelo”, dal 1911, è una delle manifestazioni più suggestive del comune di Vastogirardi; si realizza in forma di sacra rappresentazione e vede come protagoniste delle bambine, le quali interpretano un ruolo di un vero e proprio angelo. Questo evento è inserito in una tre giorni di festa, dal 1° al 3 luglio, in cui i primi due sono dedicati alla celebrazione della ricorrenza della Madonna delle Grazie e il 3 luglio ai festeggiamenti del patrono, San Nicola di Bari. Particolarità di questa festa estiva, sicuramente, sono anche i fuochi d'artificio, che danno sempre più importanza all'evento.
L'Angelo viene sempre rappresentato da una bambina, dai 4 ai 6 anni. Questa viene vestita con un costume di scena (tunica monocolore e posticce ali decorate), quindi è assicurata ad un solido cavo d'acciaio. L'Angelo “vola” a più riprese dal balcone di una casa privata (indicata in loco da una targa) fino alla statua della Madonna che, in tale occasione, viene esposta davanti alla facciata della Chiesa.

## Economia
Agricoltura ed allevamento del bestiame rappresentano le attività principali della popolazione. Il territorio di Vastogirardi è frazionato in un piccolo borgo Villa San Michele, a vocazione agricola e zootecnica e Cerreto.

## Amministrazione
| Periodo        | Periodo        | Primo cittadino   | Partito                               | Carica  | Note |
| -------------- | -------------- | ----------------- | ------------------------------------- | ------- | ---- |
| 13 Giugno 1999 | 7 Giugno 2009  | Vincenzo Venditti | lista civica Insieme                  | Sindaco |      |
| 7 Giugno 2009  | 25 Maggio 2014 | Davide Apollonio  | lista civica Un comune futuro         | Sindaco |      |
| 25 Maggio 2014 | 21 Giugno 2018 | Andrea Di Lucente | lista civica Insieme per Vastogirardi | Sindaco |      |
| 27 Maggio 2019 | 10 Giugno 2024 | Luigino Rosato    | lista civica Trasparenza e legalità   | Sindaco |      |
| 10 Giugno 2024 | in carica      | Antonio Cea       | lista civica Bene in comune           | Sindaco |      |

### Gemellaggi
- Campobasso

## Sport

### Calcio
L'A.S.D Polisportiva Vastogirardi Calcio, dopo anni di Eccellenza, ha militato in Serie D dalla stagione 2019-2020 fino al 2023-2024. Nella stagione 2024-2025 milita in Eccelenza Molise. Disputa le gare interne allo "Stadio Filippo Di Tella".
Calcio a 5
In passato era attiva anche una squadra di calcio a 5, che ha militato nel campionato di Serie C2 molisano.